# Gundho
Gundho är en ort i Mexiko.   Den ligger i kommunen Ixmiquilpan och delstaten Hidalgo, i den sydöstra delen av landet, 140 km norr om huvudstaden Mexico City. Gundho ligger 2 490 meter över havet och antalet invånare är 115.
Terrängen runt Gundho är kuperad åt sydväst, men åt nordost är den bergig. Runt Gundho är det ganska tätbefolkat, med 80 invånare per kvadratkilometer. Närmaste större samhälle är Tasquillo, 19,9 km sydväst om Gundho. I omgivningarna runt Gundho växer i huvudsak blandskog.